# Maria Bokszczanin
Maria Zofia Bokszczanin (ur. 3 lipca 1926 w Toruniu, zm. 9 czerwca 2023 w Warszawie) – polska filolog, profesor nauk humanistycznych, historyczka literatury polskiej, autorka pięciotomowego opracowania epistolografii Henryka Sienkiewicza.

## Życiorys
Córka wojskowego Jana Bokszczanina, który został zamordowany w Charkowie. Studiowała polonistykę na Uniwersytecie Warszawskim, uzyskując w 1950 magisterium. W tym samym roku podjęła pracę w Instytucie Badań Literackich Polskiej Akademii Nauk. W latach 1953–1968 była zatrudniona w Państwowym Instytucie Wydawniczym. Następnie wróciła do IBL PAN. W 1987 przeszła na emeryturę, pozostając współpracownikiem instytutu.
W 1989 na podstawie rozprawy zatytułowanej Listy Henryka Sienkiewicza do Jadwigi Janczewskiej. Opracowanie edytorskie komentarz – wprowadzenie uzyskała stopień doktora nauk filologicznych. W 2012 prezydent Bronisław Komorowski nadał jej tytuł naukowy profesora. Zajmowała się opracowywaniem wydań (m.in. dzieł wybranych Juliusza Słowackiego), tworzeniem przypisów w publikacjach i konsultacją literacką. Przez kilkadziesiąt lat pracowała głównie nad przygotowaniem kolejnych tomów Listów Henryka Sienkiewicza, wydawanych w pięciu częściach od 1977 do 2010 nakładem Państwowego Instytutu Wydawniczego. Kierowany przez nią zespół redakcyjny dotarł do większości znanych zachowanych listów pisarza (łącznie około 3,5 tysiąca). Była również skarbnikiem Towarzystwa Literackiego im. Adama Mickiewicza, do którego należała od 1946. Autorka biogramów w PSB.

## Odznaczenia i wyróżnienia
W 2010 prezydent Lech Kaczyński odznaczył ją Krzyżem Oficerskim Orderu Odrodzenia Polski, a w 2016 prezydent Andrzej Duda nadał jej Krzyż Komandorski tego orderu.
Odznaczona również Brązowym (2006), Srebrnym (2010) i Złotym (2016) Medalem „Zasłużony Kulturze Gloria Artis”. W 2010 została uhonorowana nagrodą edytorską przyznawaną przez polski PEN Club.